# Județul Tutova (interbelic)
Județul Tutova a fost o unitate administrativă de ordinul întâi din Regatul României, aflată în regiunea istorică Moldova. Reședința județului era orașul Bârlad.

## Așezare și limite

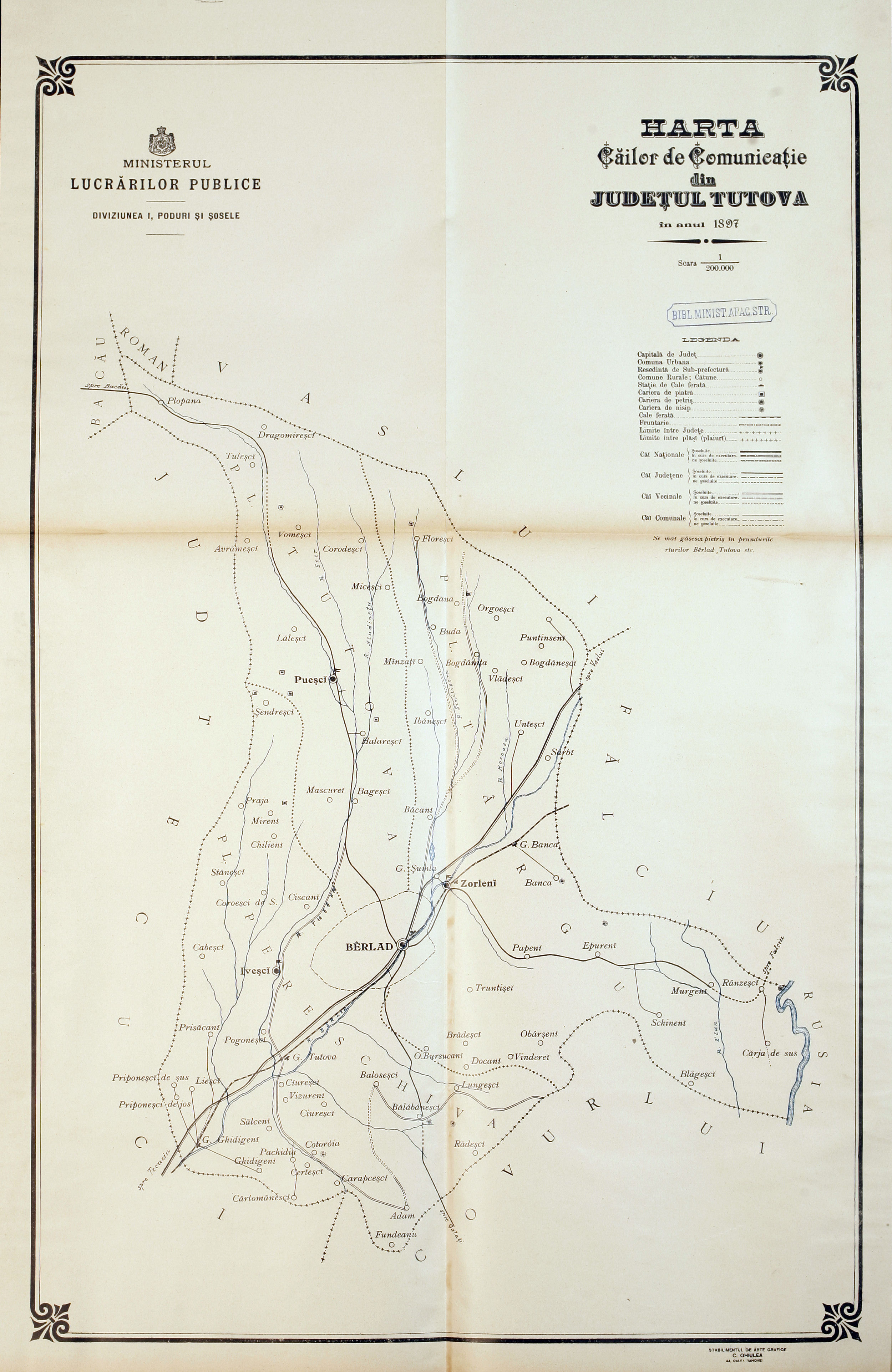
Harta județului Tutova în Atlasul Căilor de Comunicații din 1897

În anul 1864, domnitorul Alexandru Ioan Cuza dă prima lege de organizare administrativ-teritorială modernă a teritoriului României. Legea prevedea împărțirea țării în 33 de județe, având ca subdiviziuni plășile și comunele (urbane și rurale). Județele și comunele erau investite cu personalitate juridică și cu organe deliberative și executive: consiliul județean și prefectul (acesta din urmă ca reprezentant al guvernului în teritoriu), respectiv consiliul comunal
și primarul (în calitate de reprezentant al guvernului în teritoriu). Plășile erau simple subdiviziuni ale județelor, fără personalitate juridică, conduse de subprefecți, cu atribuții de supraveghere și control asupra autorităților comunale.
La data înființării sale, județul se învecina cu județele Cahul (de-a lungul unei porțiuni a cursului Prutului), Covurlui, Tecuci, Vaslui, Fălciu și pe o mică porțiune și cu Bacău și Roman. În 1878, România a cedat Rusiei județul Cahul, iar Tutova a devenit județ de frontieră, învecinându-se pe respectiva porțiune cu Gubernia Basarabiei până în 1918, când, după Unirea Basarabiei cu România, a fost reînființat județul Cahul. Denumirea județului venea de la râul Tutova ce îl străbatea în partea de vest, aproape în toată lungimea sa. Județul era situat în șesul dintre râurile Siret și Prut.

## Întindere

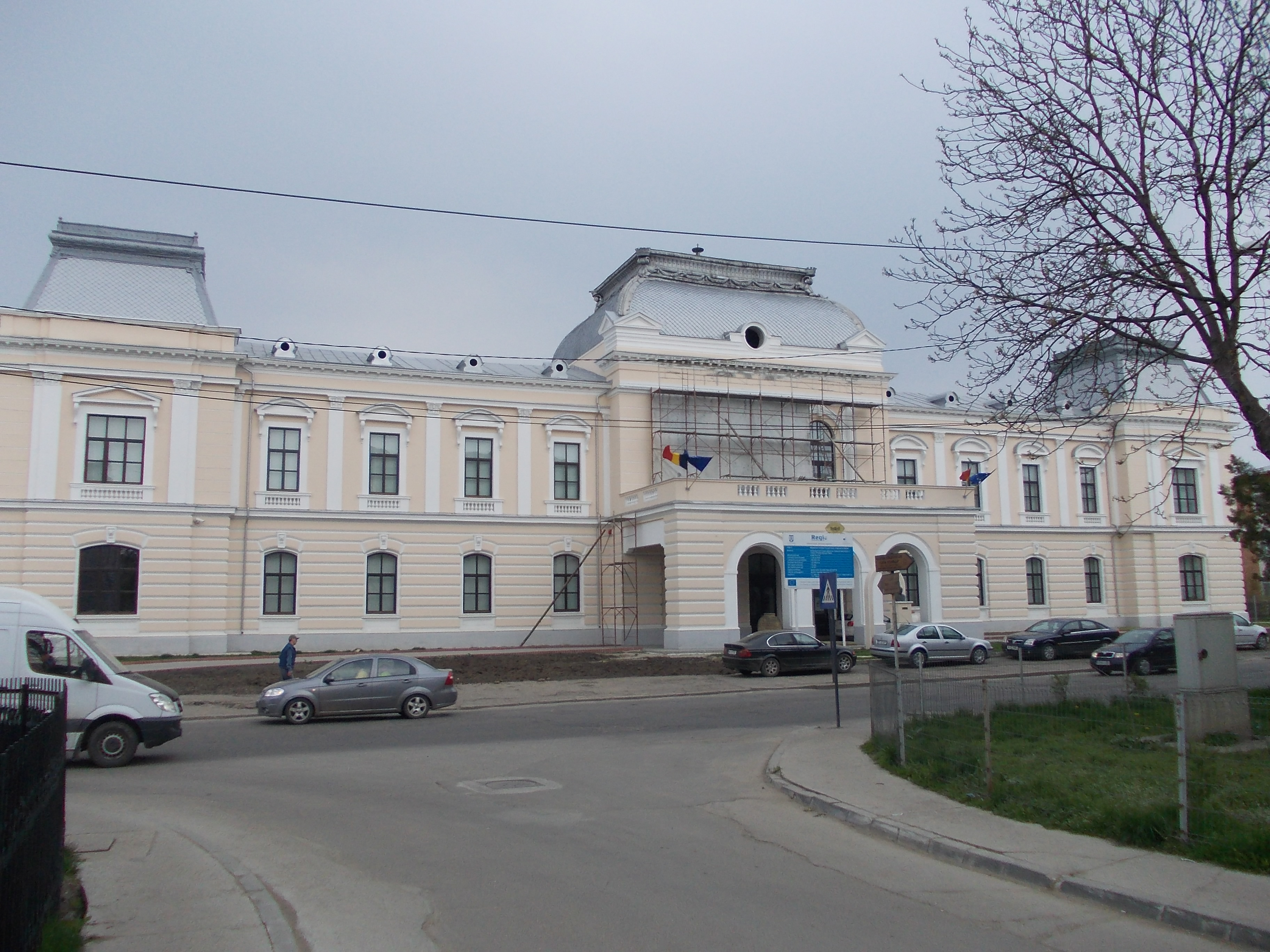
Clădirea Prefecturii și a Tribunalului județului Tutova din perioada interbelică. Clădirea-monument istoric, construită în anul 1890 și situată pe Str. Vasile Pârvan nr. 1, găzduiește în prezent Muzeul „Vasile Pârvan” din Bârlad.

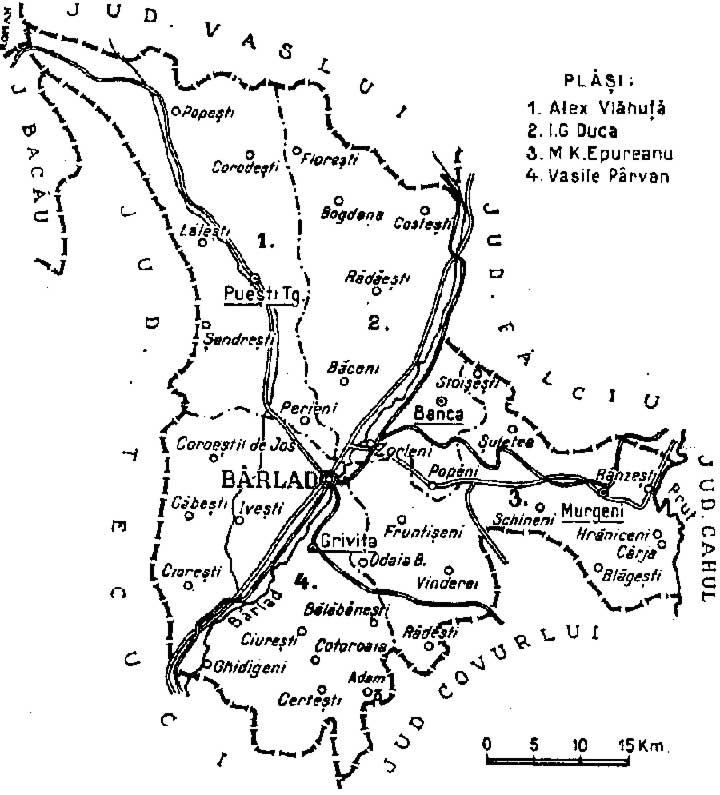
Harta județului, cu dispunerea și denumirea plășilor, în anul 1938.

Județul se afla în partea central-estică a României Mari, în sud-estul regiunii Moldova. În prezent, teritoriul său face parte din județul Vaslui, cu excepția părții de sud, care este parte integrantă a județului Galați. Județul se învecina la nord cu județul Vaslui, la nord-est cu județul Fălciu, la est cu județul Cahul, la sud cu județul Covurlui, iar la sud-vest și vest cu județul Tecuci.

## Organizare
Județul antebelic Covurlui era împărțit în 3 plăși: Tîrgul-Simila, Corodul-Pereschivul și Tutova. Județul avea o comună urbană și 71 comune rurale. Cele mai populate localități erau: orașul Bârlad, târgușorul Puiești, satul Bălăbănești și târgușorul Murgeni.
Între anii 1918 și 1930, județul fusese organizat în trei plăși, subdiviziuni naționale de ordin doi, toate trei purtând numele unor români importanți, originari din județ:
1. Plasa Alexandru Vlahuță,
2. Plasa Manolache Epureanu și
3. Plasa Vasile Pârvan.

Ulterior, a fost creată o a patra plasă, prin reorganizarea teritoriului județului. Astfel, la cele trei anterioare, Alexandru Vlahuță, Manolache Epureanu și Vasile Pârvan, s-a adăugat:
1. Plasa I.G. Duca.

## Economie
În Bălăbănești și Grăjdeni se cultivau pe o scară mai largă viermii de mătase.

## Populație
Conform datelor recensământului din 1930 județul avea o populație de 144.821 de locuitori, dintre care 93,7% români, 2,9% evrei, 2,6% țigani, 0,2% germani ș.a. Sub aspect confesional populația județului era formată din 96,5% ortodocși, 2,9% mozaici, 0,3% romano-catolici ș.a.

### Mediu urban
Populația urbană a județului era de 21.857 locuitori, dintre care 81,9% români, 14,1% evrei, 0,8% germani ș.a. Din punct de vedere confesional orășenimea era alcătuită din 83,4% ortodocși, 14,2% mozaici, 1,0% romano-catolici ș.a.

## Marca
Acest județ era înainte foarte bogat în pește (mai ales în bălțile ce se găseau pe malul Prutului și în iazurile din interiorul județului) ceea ce a determinat ca marca (stema) să fie reprezentată de 3 pești. Totuși, în 1902, acest produs deja se împuținase.